# Cottrell
Cottrell je priimek več oseb:
- Arthur Foulkes Baglietto Cottrell, britanski general
- Robert Charles Cottrell-Hill, britanski general